# He Yin
He Yin (chinesisch 何胤, Pinyin Hé Yìn; * 25. Mai 1992) ist ein ehemaliger chinesischer Eishockeyspieler, der zuletzt bis 2014 bei China Dragon in der Asia League Ice Hockey unter Vertrag stand.

## Karriere
He Yin begann seine Karriere als Eishockeyspieler in der Amateurmannschaft aus Harbin, mit der er von 2009 bis 2012 in der chinesischen Eishockeyliga spielte. 2011 wurde er mit dem Team chinesischer Meister. 2012 wechselte er zu China Dragon, der einzigen Profimannschaft Chinas, die ebenfalls in Harbin beheimatet ist, und spielte dort in der Asia League Ice Hockey, bis er 2014 seine Karriere beendete.

### International
Für China nahm He Yin im Juniorenbereich an der U18-Junioren-Weltmeisterschaft der Division II 2009 und der U20-Junioren-Weltmeisterschaft der Division II 2010 teil.
Im Seniorenbereich stand der Angreifer im Aufgebot Chinas bei den Weltmeisterschaften der Division II 2012, 2013 und 2014.

## Erfolge und Auszeichnungen
- 2011 Chinesischer Meister mit der Mannschaft aus Harbin

## Asia-League-Statistik
(Stand: Ende der Saison 2013/14)